# أرجوك، ليس الآن!
أرجوك، ليس الآن! (بالإنجليزية: La Bride sur le cou)‏ هو فيلم أبيض وأسود كوميدي فرنسي صدر عام 1961، من إخراج روجر فاديم وبطولة زوجته السابقة بريجيت باردو. تحكي قصة عارضة أزياء طائشة، يخطط صديقها لتركها من أجل امرأة أخرى. وتقرر إما استعادته أو اغتيال منافسها.

## ملخص الفيلم
تكتشف عارضة أزياء الشابة صوفي أن صديقها يفكر في تركها من أجل امرأة أخرى، تخطط للانتقام منه، ليست راضية عن الوضع الراهن في علاقتها مع صديقها الصحفي فيليب، لكنها أقل إعجابًا عندما هددت فتاة أمريكية ثرية باربرا بسرقته منها. لقد عقدت العزم على استعادة فيليب أو قتل منافسها. تستعين بصديقها الطبيب آلان لمساعدتها في جعله يشعر بالغيرة. تسافر صوفي وآلان من باريس إلى منتجعات التزلج على الجليد في إيطاليا لمطاردة فيليب وباربرا، يصادف أن آلان يقع في حب صوفي في محاولتها تنفيذ الخطة السابقة حتى لا تضطر إلى اللجوء إلى الحل الأخيرة.

## فريق التمثيل
- بريجيت باردو في دور صوفي
- ميشيل سوبور في دور آلان
- جاك ريبروليس في دور فيليب
- جوزفين جيمس في دور باربرا
- كلود براسور في دور كلود

## روابط خارجية
- The Brigitte Bardot Foundation
- Roger Vadim at IMDb
- Please, Not Now!  في قاعدة بيانات الأفلام على الإنترنت (بالإنجليزية)